# Chronik der Stadt München/1401–1500
Diese Liste ist eine Teilliste der Chronik der Stadt München. Sie listet Ereignisse der Geschichte Münchens aus dem 15. Jahrhundert auf.

## 1426
- Erste Geldbeutelwäsche in München

## 1430
- erstmalige Verwendung des Zusatzes „auf dem Laimb“ für Berg am Laim

## 1442
- zwischen Juli und September: Vertreibung der Juden durch Herzog Albrecht III.
- 14. September: Herzog Albrecht III. überlässt seinem Leibarzt Johannes Hartlieb das Gebäude der ehemaligen Synagoge. Dieser errichtet darin die Marienkapelle Unsere Liebe Frau in der Gruft, oft auch einfach Gruftkirche genannt

## 1460
- 24. Oktober: erster bekannter Burgfriedensbrief, ausgestellt durch die Herzöge Johann IV. und Siegmund. Der Burgfriede, also der außerhalb der Stadt gelegene, aber unter der Rechtsprechung der Stadt stehende Bereich wird neu vermessen und durch Grenzsäulen markiert, von denen einige noch erhalten sind.

## 1468
- 9. Februar: Grundsteinlegung der Frauenkirche